# Живопис інків
Живопис інків — образотворче мистецтво за часів існування держави Тауантінсую. Склалося під впливом культур Паракас, Моче, Наска та Чиму. Представлено переважно розписами на тканинах, кераміці та стінах.

## Характеристика
Живопис представлений у вигляді зображення людиноморфних особин (богів, різних божеств, імператорів), тварин, птахів і плазунів, а також геометричних фігур. Перше було відображенням легенд, міфів, звитяг Сапа Інки, перемог над ворогами, сцени з полювання, рибальства. Також існував інкський портрет, де головними героями були імператори та боги.
Другий — зображенням священних видів фауни (іноді флори). Одним з основних мотивів був котячий бог, прототипом якого вважався ягуар або пума. Малюнки інків багаті зображеннями цього бога. Це складний гібрид кішки та змії, кондора та інших тварин. Він мав сакральний сенс. Часто зображення піддавалося ретельній стилізації.
Третє — символами людських якостей, що слугувало віддзеркаленням здібностей господаря або побажанням у наслідуванні шанованих в інків здібностей. Інки в малюнках тяжіли до кубізму та абстракціонізму.
Малюнки представлені на тканинах (переважно знаті), арібалах (глечиках), керо (церемоніальному посуді), військових щитах, у вигляді «геральдичних» фігур на прапорах Сапа Інки (імператора). Розписувалися також маски, що використовувалися у театральних виставах.
Також інки використовували монументальний живопис, своєрідні фрески. Створювали картини на стінах храмів та палацах, де переважали релігійні сюжети та події з життя володарів. Проте внаслідок діяльності іспанських конкістадорів та католицьких ченців ці пам'ятки інкської культури майже повністю були знищені. До тепер збереглися лише у вигляді опису сучасників з-поміж інків або іспанських хроністів, зокрема про величні фрески стосовно перемоги Інки Пачамутека над чанками у храмі Коріканча згадує Ґарсіласо де ла Веґа. Своєю чергою Педро Сарм'єнто де Гамбоа згадує про історію інків у картинах, життя володарів, легенди про них, що були створені за наказом Сапа Інки Пачакутекау храмі Сонця. Є згадка про імператорську «картинну галерею» у Пукінканчі. Залишки фресок зосталися в руїнах міст Пачакамак, Парамонга, Тамбо-Колорадо, Чокекірао. З технік фресок відомо про наступні методи: нанесення фарби на затиньковану стінку та малюнок створювався на мокрому тинькуванні, яки заповнювався фарбою.
Малюнки дуже виразні за колоритом і графічністю. Деякі малюнки інків настільки стилізовані, що можна розрізнити елементи, що зображують очі. Вони були поліхромні, але переважно чорно-білого і червоного кольорів. Також використовувалися коричневий, кремовий, жовтий, помаранчевий колір.
Наприкінці існування імперії інків почали застосовуватися лакове покриття виробів.